# Pistolet Beretta 3032 Tomcat
Beretta 3032 Tomcat – włoski kieszonkowy pistolet samopowtarzalny. Zastąpił w ofercie firmy Beretta pistolet Bobcat. Różni się od niego kształtem kabłąka spustowego i zastosowaniem regulowanej w poziomie szczerbiny. Początkowo produkowany był w kalibrach .22 Long Rifle i 7,65 mm Browning, od 1999 roku dostępna jest tylko wersja kalibru 7,65 mm.
Poza wersją standardową (oksydowaną) produkowana jest wersja Inox (ze stali nierdzewnej), oraz dostępna od 2000 roku wersja Titanum ze szkieletem z tytanu i zamkiem i lufą ze stali nierdzewnej.
Poza macierzystymi zakładami we Włoszech Beretta 2032 produkowana jest w zakładach Beretty w  USA.

## Opis
Beretta Tomcat działa na zasadzie wykorzystania energii odrzutu zamka swobodnego. Mechanizm spustowy z samonapinaniem kurka umożliwia tylko ogień pojedynczy.
Bezpiecznik skrzydełkowy po lewej stronie szkieletu, w jego tylnej części.
Do zasilania służy magazynek pudełkowy, jednorzędowy, zawierający 7 naboi. Zatrzask magazynka znajduje się w lewej okładce chwytu.
Lufa bruzdowana.
Przyrządy celownicze mechaniczne (stała muszka i regulowana w poziomie szczerbinka).